# Лаго, Алехандро
Алехандро Лаго (исп. Eduardo Alejandro Lago Correa; 28 июня 1979) — уругвайский футболист, центральный защитник. Выступал за сборную Уругвая.

## Клубная карьера
Лаго начал свою карьеру в клубе «Феникс» из его родного города Монтевидео. В этой команде он сделал себе имя и получил вызов в сборную страны. В 2003 году Лаго выступал за «Пеньяроль» на правах аренды, в составе, которого он становился чемпионом страны в том же году. После возвращения в «Феникс», Алехандро выступал за команду ещё на протяжении двух сезонов. В 2005 году Лаго вместе со своим соотечественником Себастьяном Эгуреном, пополнил ряды норвежского «Русенборга». Начало карьеры у новичков не задалось и уже в январе 2006 года должны были пополнить ряды «Бранна» на правах аренды, но 8 февраля переход был отменен «психологических обстоятельств». Вместо этого Алехандро отправился на полгода в Уругвай, выступать за клуб «Белья Виста». Летом 2006 года Лаго вернулся в «Русенборг», но норвежский клуб вновь отправил защитника набираться опыта шведский «Гётеборг» до конца года с возможностью выкупа. После истечения срока аренды руководство шведского клуба отказалось заключать с Алехандро контракт на постоянной основе и защитник вернулся в «Русенборг» во второй раз. После возвращения он стал чаще попадать в основной состав, а также 28 мая 2009 года в матче Кубка Норвегии против «Левангера» забил свой первый гол за клуб. В составе Русенборга Лаго дважды становился чемпионом Норвегии в 2009 и 2010 годах. Зимой 2011 года контракт с норвежской командой заканчивается и Алехандро в статусе свободного агента подписал контракт с клубом «Монтевидео Уондерерс». 2 февраля 2012 года в поединке против «Данубио», Лаго дебютировал за новый клуб.

## Международная карьера
8 июня 2003 года в товарищеском матче против сборной Южной Кореи, Лаго дебютировал за сборную Уругвая. В 2004 году он в составе национальной команды завоевал бронзовые медали Кубка Америки в Перу. На турнире он принял участие в матчах против сборных Эквадора, Аргентины, Парагвая и Колумбии.

## Достижения
Командные
 «Пеньяроль»
- Чемпионат Уругвая по футболу — 2003

 Русенборг
- Чемпионат Норвегии по футболу — 2009
- Чемпионат Норвегии по футболу — 2010

Международные
 Уругвай
- Кубок Америки по футболу — 2004